# Мантуров Камень
Мантуров Камень — скала на левом берегу реки Реж в муниципальном образовании Артёмовский муниципальный округ Свердловской области, геоморфологический, ботанический и археологический природный памятник.
Расположен в 1,5 километрах выше села Мироново. 
Сложен из серого известняка трапециевидной формы, достигает высоты 40 метров и имеет протяженность около 300 метров, склоны поросли сосновым и берёзовым лесом. Скальная горностепная флора представлена травянистыми эндемиками и реликтами, в обнажениях встречаются окаменелости древних морских лилий.
Постановлением Правительства Свердловской области от 17 января 2001 года № 41-ПП памятник природы включён в перечень особо охраняемых природных территорий Свердловской области. Этим же правовым актом охрана территории объекта возложена на Егоршинское лесничество.